# Związek Gmin Regionu Kutnowskiego
Związek Gmin Regionu Kutnowskiego – międzygminna organizacja samorządowa, zrzeszająca gminy powiatów kutnowskiego i łęczyckiego. Związek powstał w 1993 roku i obecnie składa się z 14 gmin z dwóch powiatów. Po niedawnym rozszerzeniu dołączyły do związku gminy: Bedlno, Daszyna i Grabów.
Celem działania ZGRK jest:
- integracja lokalnych społeczności
- poprawa warunków życia
- realizacja programów ochrony środowiska
- pozyskiwanie funduszy unijnych